# Біньзионг
Біньзионг (в'єт. Bình Dương) — провінція у південній частині В'єтнаму. Площа становить 2695,5 км²; населення за даними перепису 2009 року — 1 481 550 жителів. Щільність населення — 550,14 осіб/км².
Біньзионг було створено 1 січня 1997 шляхом поділу провінції Шонгбе на 3 окремих провінції. Основні річки — Сайгон, Донгнай і Бе. Розвинена промисловість і сільське господарство; південні райони Біньзионга — високоурбанізірованна територія, що примикає до агломерації Хошиміна.

## Адміністративно-територіальний устрій
В адміністративному відношенні поділяється на місто Тхузаумот і 6 повітів:
- Bến Cát
- Dầu Tiếng
- Dĩ An
- Phú Giáo
- Tân Uyên
- Thuận An

## Населення
У 2009 році населення провінції становило 1 481 550 осіб (перепис), з них 709 930 (47,62 %) чоловіки і 771 620 (52,08 %) жінки, 1 038 305 (70,08 %) сільські жителі і 443 245 (29,92 %) жителі міст.
Національній склад населення (за даними перепису 2009 року): в'єтнамці 1 421 233 особи (95,93 %), хоа 18 783 особи (1,27 %), кхмери 15 435 осіб (1,04 %), мионги 10 227 осіб (0,69 %), тай 5 443 особи (0,37 %), інші 10 429 осіб (0,70 %).